# Capilla del Cristo de la Misericordia
La Capilla del Cristo de la Misericordia es un templo católico, situada en la calle Rabida, 38 de la ciudad de Huelva. Es sede de la Hermandad de Culto y Apostolado del Dulce Nombre de Jesús y Cofradía de penitencia del Santo Cristo de la Misericordia, Maria Santísima de la Concepción y San Juan Evangelista.
La Capilla Iglesia del Santo Cristo de la Misericordia, inaugurada el 31 de octubre de 2004, en un solar anexo a la Iglesia de la Milagrosa, es de estilo arquitectónico neoclásico.
La portada está formada por un arco de medio punto de orden compuesto por columnas adosadas y empotradas, que sostienen una cornisa en la que se apoya un frontón triangular, el cual acoge una inscripción con el escudo de la hermandad, un AMGD* y el año de construcción del edificio en numerología romana.
Dos faroles de forja exornan la fachada del Templo, colocados el 11 de octubre de 2011.
El interior alberga una capilla de tres naves separadas por una arquería de medio punto sobre columnas dóricas.
Un enorme tragaluz situado en el techo, a la altura del presbiterio, proporciona luminosidad natural a la iglesia, dotándola de un ambiente tenue y propicio para la oración.
En ella se celebran misas todos los jueves del año, vísperas de festivos y sábados a las 20 horas.